# Hildegunn Mikkelsplass
Hildegunn Mikkelsplass nata Fossen (Sigdal, 16 aprile 1969) è un'ex biatleta norvegese.
È moglie del fondista Eilif Kristen Mikkelsplass, a sua volta sciatore nordico di alto livello.

## Biografia
In Coppa del Mondo ottenne il primo risultato di rilievo il 17 dicembre 1992 a Pokljuka (8ª), il primo podio l'11 dicembre 1993 a Bad Gastein (2ª) e l'unica vittoria il 10 dicembre 1994 nella medesima località.
In carriera prese parte a due edizioni dei Giochi olimpici invernali, Albertville 1992 (7ª nella staffetta) e Lillehammer 1994 (47ª nella sprint, 21ª nell'individuale, 4ª nella staffetta) e a otto dei Campionati mondiali, vincendo quattro medaglie.

## Palmarès

### Mondiali
- 4 medaglie:
  - 2 argenti (gara a squadre[3] a Canmore 1994; gara a squadre[3] ad Pokljuka/Hochfilzen 1998)
  - 2 bronzi (gara a squadre a Lahti 1991; staffetta[3] ad Anterselva 1995)

### Coppa del Mondo
- Miglior piazzamento in classifica generale: 9ª nel 1994
- 6 podi (4 individuali, 2 a squadre[2]), oltre a quelli conquistati in sede iridata e validi anche ai fini della Coppa del Mondo:
  - 1 vittoria (individuale)
  - 2 secondi posti (individuali)
  - 3 terzi posti (1 individuale, 2 a squadre)

#### Coppa del Mondo - vittorie
| Data             | Località    | Nazione | Specialità |
| ---------------- | ----------- | ------- | ---------- |
| 10 dicembre 1994 | Bad Gastein | Austria | SP         |

Legenda:

SP = sprint